# جامعة كيونغ هي
جامعة كيونغ هي (بالإنجليزية: Kyung Hee University)‏ هي جامعة، وجامعة خاصة، تأسست في 1948، في كوريا الجنوبية.